# Анда Чакша
Анда Чакша (на латвийски: Anda Čakša) е латвийска лекарка и политичка, член на партия „Единство“. Била е министър на здравеопазването на Латвия (2016 – 2019) и депутат в Сейма на Латвия (2018 – 2022). От 14 декември 2022 г. е министър на образованието и науката на Латвия.

## Биография
Родена е на 11 юли 1974 г. в град Сигулда, Латвийска ССР, СССР. През 1999 г. се обучава като лекар в Латвийската медицинска академия. През 2002 г. завършва специализация по педиатрия. През 2007 г. получава магистърска степен по бизнес администрация (MBA) от Международното училище по икономика и бизнес администрация в Рига.
От 2001 до 2005 г. работи като педиатър в педиатричното интензивно отделение на Детската клинична университетска болница (BKUS) в Рига, заедно с това работи и във фармацевтичния бизнес.
От 2011 до 2016 г. е председател на управителния съвет на Детска клинична университетска болница. От март 2014 до януари 2016 г. е член на борда на университетската клинична болница „Паул Страдинш“.
Тя била съветник на латвийския министър на здравеопазването Гунтис Белевич до оставката му през юни 2016 г. На 16 юни е назначена за министър на здравеопазването на Латвия в правителството, ръководено от министър-председателя Марис Кучинскис (от коалиция „Съюз на зелените и селяните“). През декември 2017 г. става член на Латвийската зелена партия. През същия месец тя излиза в отпуск по майчинство, като нейните задължения са временно изпълнявани от Марис Кучинскис. През април 2018 г. се връща на работа.
На парламентарните избори в Латвия през 2018 г. е избрана за депутат от коалиция „Съюз на зелените и селяните“. През август 2019 г. преминава от Латвийската зелена партия в партия „Единство“.
На парламентарните избори в Латвия през 2022 г. е избрана за депутат от листата на „Ново единство“. На 14 декември 2022 г. тя е назначена за министър на образованието и науката на Латвия в правителството, ръководено от министър-председателя Кришянис Каринш (от партия „Единство“). Запазва поста си и в следващото правителство, ръководено от Евика Силиня.